# Bartonien
Stratigraphie
Lutétien Priabonien
Subdivisions
- Marinésien
- Auversien
- Biarritzien (?)

Paléogéographie et climat
Le Bartonien est un étage de l'Éocène (Tertiaire) qui s'étend de 41,2  à 37,8 millions d'années.
Il tire son nom de la ville de Barton en Angleterre et plus particulièrement des Barton Beds.